# SN 2003ha
SN 2003ha – supernowa odkryta 22 czerwca 2003 roku w galaktyce A221445-1744. W momencie odkrycia miała maksymalną jasność 22,90m.